# SumbandilaSat
SumbandilaSat (auch SumbandilaSat-OSCAR 67, Sumbandila oder ZASat-002) ist ein südafrikanischer Satellit. Es handelt sich um einen Erdbeobachtungs- und Amateurfunksatelliten, der von der Universität Stellenbosch entwickelt wurde, von SunSpace gebaut wurde und zunächst vom Rat für wissenschaftliche und industrielle Forschung Südafrikas, ab Dezember 2010 dann von der South African National Space Agency betrieben wurde.

## Mission und Nutzlast
SumbandilaSat wurde am 17. September 2009 als Sekundärnutzlast zusammen mit Meteor-M1 und weiteren fünf Kleinsatelliten mit einer Sojus-2.1b vom Kosmodrom Baikonur gestartet.
Neben der Erdbeobachtung, die wegen technischen Defekten nach einem geomagnetischen Sturm nach zwei Jahren eingestellt werden musste, trägt SumbandilaSat Experimente mehrerer südafrikanischer Universitäten. Zusätzlich befindet sich eine Amateurfunknutzlast an Bord.

## Betriebsende
Im September 2011 berichtete die South African National Space Agency, dass es seit Juni 2011 keinen Kontakt mehr zu dem Satelliten gab. Der Satellit wurde während eines magnetischen Sturms beschädigt, der Bordcomputer funktioniert nicht mehr. Bis zum Abbruch der Kommunikation wurden mehr als 1100 Bilder zur Erde übertragen. Der Satellit ist am 10. Dezember 2021 beim Wiedereintritt in die Atmosphäre verglüht.